# St.-Johannis-Kapelle (Bemerode)

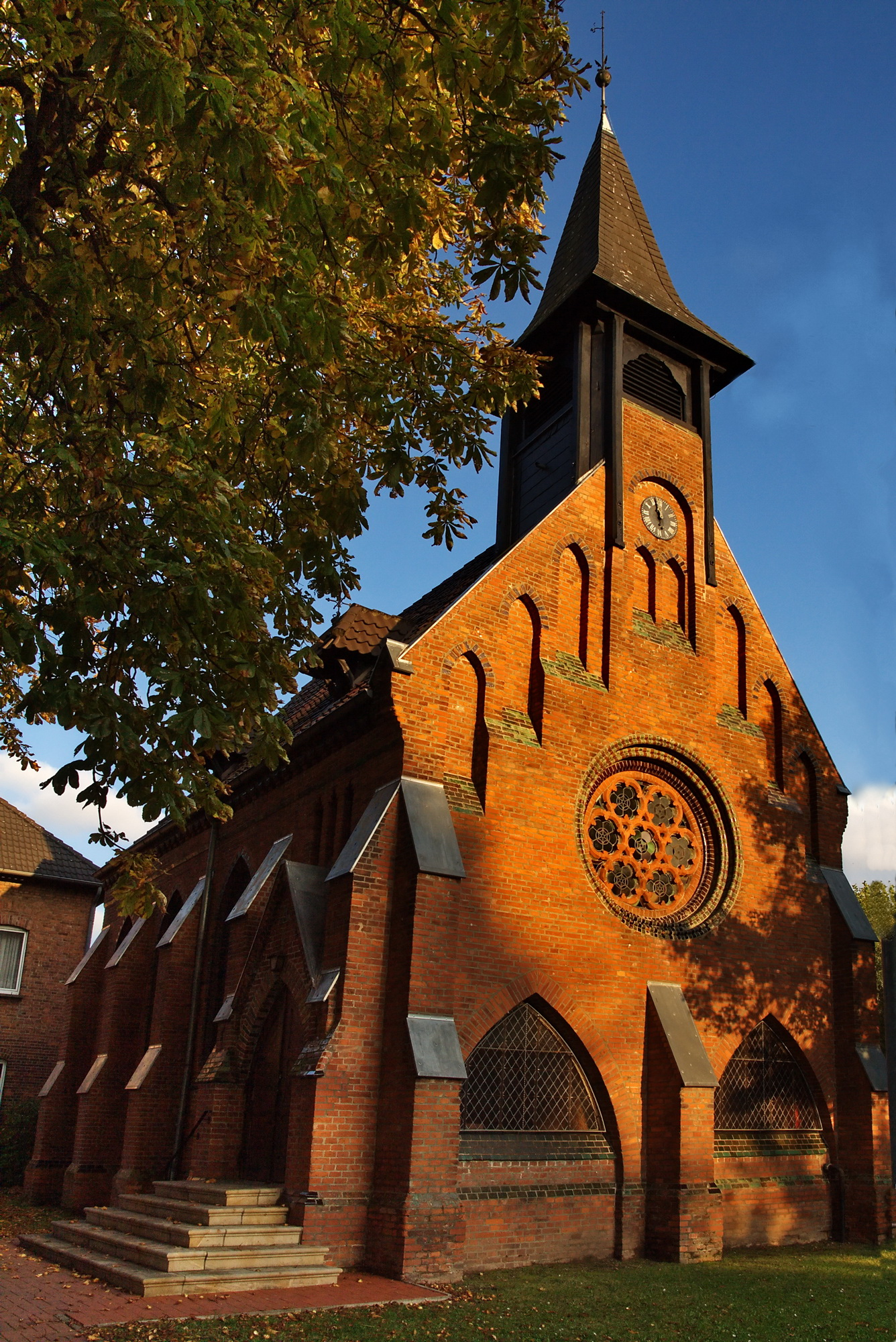
St.-Johannis-Kapelle Bemerode

Die St.-Johannis-Kapelle in Hannover-Bemerode ist eine neugotische Backsteinkapelle aus dem Jahr 1867 und gehört zur St.-Johannis-Kirchengemeinde Bemerode-Wülferode.

## Geschichte
Die St.-Johannis-Kapelle in Hannover-Bemerode wurde 1867 nach Entwürfen von Wilhelm Lüer auf historischen Grund errichtet. Bereits im Jahr 1321 ist an gleicher Stelle eine Kapelle urkundlich erwähnt. 1825 wurde die erste Kapelle wegen Baufälligkeit abgerissen. Die Glocke stammt aus dem Jahr 1697. Die Kapelle wird heute für Taufen, Hochzeiten und besondere Gottesdienste genutzt. 
Seit 2005 besteht der Förderverein Bemeroder Kapelle e.V., der von Bemeroder Bürgern gegründet wurde, um die Restaurierung  und Sanierung der Kapelle zu gewähren und sie für die Zukunft zu erhalten.